# Aganocrossus newmanae
Aganocrossus newmanae är en skalbaggsart som beskrevs av Bordat 2008. Aganocrossus newmanae ingår i släktet Aganocrossus och familjen Aphodiidae. Inga underarter finns listade i Catalogue of Life.